# Henry C. Davis
Henry C. Davis (* 18. Juni 1848 im  Vermilion County, Illinois; † 22. August 1889 in Carson City, Nevada) war ein US-amerikanischer Politiker. Zwischen 1887 und 1889 war er Vizegouverneur des Bundesstaates Nevada.

## Leben
Henry Davis wurde auf einer Farm im Vermillion County in Illinois geboren und war später zunächst auch als Farmer tätig. Seit 1864 arbeitete er für die Eisenbahn. Ab 1869 lebte er in Nevada, wo er für die Central Pacific Railroad tätig war. Im Jahr 1886 gab er diesen Beruf zu Gunsten einer politischen Laufbahn als Mitglied der Republikanischen Partei auf.
Im selben Jahr wurde Davis an der Seite von Charles C. Stevenson zum Vizegouverneur von Nevada gewählt. Dieses Amt bekleidete er zwischen dem 1. Januar 1887 und seinem überraschenden Tod am 22. August 1889. Dabei war er Stellvertreter des Gouverneurs und Vorsitzender des Staatssenats. Bei den Präsidentschaftswahlen des Jahres 1888 war er einer der republikanischen Wahlmänner, die Benjamin Harrison offiziell zum Präsidenten wählten. Henry Davis wurde unter großer Anteilnahme der politischen Prominenz seines Staates beigesetzt.